# Občina Renče - Vogrsko
Občina Renče - Vogrsko je ena od občin v Republiki Sloveniji. Občina je nastala 1. marca 2006 z izločitvijo iz občine Nova Gorica. Sedež Občine Renče - Vogrsko je v Bukovici.

## Naselja v občini
Bukovica, Dombrava, Oševljek, Renče, Vogrsko, Volčja Draga

## Galerija
- grad Vogrsko